# Filipinas en los Juegos Olímpicos de Pyeongchang 2018
Filipinas estuvo representada en los Juegos Olímpicos de Pyeongchang 2018 por dos deportistas masculinos que compitieron en dos deportes.
El portador de la bandera en la ceremonia de apertura fue el esquiador alpino Asa Miller. El equipo olímpico filipino no obtuvo ninguna medalla en estos Juegos.